# Triclistus lewi
Triclistus lewi är en stekelart som beskrevs av Chiu 1962. Triclistus lewi ingår i släktet Triclistus och familjen brokparasitsteklar. Inga underarter finns listade i Catalogue of Life.